# 驼山石窟
驼山石窟，位于山东青州的驼山。其有大小石窟五处，佛像638尊，为山东最大的摩崖造像群。其中最早有南北朝时期的北周，还有之后的唐朝，其造像精美，有历史价值。1988年1月3日被国务院列入国家级重点保护文物。驼山石窟造像题材多为西方的三圣像即阿弥陀佛和观世音、大势至菩萨，其次是千佛像、力士像、飞天像及较小的供养人像等。